# Solórzano
Solórzano é um município da Espanha na comarca de Trasmiera, província e comunidade autónoma da Cantábria. Tem 25,5 km² de área e em 2021 tinha 1 048 habitantes (densidade: 41,1 hab./km²).

## Demografia
| Variação demográfica do município entre 1991 e 2004 [carece de fontes?] | Variação demográfica do município entre 1991 e 2004 [carece de fontes?] | Variação demográfica do município entre 1991 e 2004 [carece de fontes?] | Variação demográfica do município entre 1991 e 2004 [carece de fontes?] |
| ----------------------------------------------------------------------- | ----------------------------------------------------------------------- | ----------------------------------------------------------------------- | ----------------------------------------------------------------------- |
| 1991                                                                    | 1996                                                                    | 2001                                                                    | 2004                                                                    |
| 1007                                                                    | 1014                                                                    | 991                                                                     | 1056                                                                    |